# 交通大学北平铁道管理学院
交通大学北平铁道管理学院，是1929年至1938年（民国十八年至二十七年）时北京交通大学的名称。
1928年6月，国民革命军北伐胜利，南京国民政府取代北洋政府，改学校名为“北平交通大學鐵路管理學院”，以沈琪為院長，隸屬中华民国铁道部。1929年，改称“交通大學北平鐵道管理學院”，由徐承燠任院長。1937年夏，改由中华民国教育部管辖。当时日军逼近北京，卢沟桥事变爆发，学校因此前没有南迁计划，校务一度陷入停顿。教授王芳荃率领部分交大学生南迁，与其他交大的教员学生会和，史为“交通大学第一次南迁”。